# Višje sodišče v Kopru
Višje sodišče v Kopru je višje sodišče Republike Slovenije s sedežem v Kopru. Trenutna predsednica (2017) je Nataša Butina Mrakič, višja sodnica svetnica.
Pod to višje sodišče spadajo naslednji okrajni sodišči:
- Okrožno sodišče v Kopru
- Okrožno sodišče v Novi Gorici

## Seznam sodnikov Višjega sodišča v Kopru

### Oddelek za kazensko sodstvo in prekrške
Aleš Arh
Vitomir Bohinec
Franc Drešar
Darja Srabotič
Mara Turk

### Oddelek za civilno sodstvo
Nataša Butina Mrakič
Boženka Felicijan Hladnič
Mirela Lozej
Tatjana Markovič Sabotin
Špela Prodan
Aleksandra Ukmar
Joža Velkaverh
Sabina Vrčon
Berta Žorž

### Oddelek za gospodarsko sodstvo
mag. Gorazd Hočevar
mag. Jana Petrič
Nada Škrjanec Milotič